# Dorylomorpha haemorrhoidalis
Dorylomorpha haemorrhoidalis är en tvåvingeart som först beskrevs av Zetterstedt 1838.  Dorylomorpha haemorrhoidalis ingår i släktet Dorylomorpha och familjen ögonflugor. Arten är reproducerande i Sverige. Inga underarter finns listade i Catalogue of Life.